# فرنسيسكو غوميز (عداء سريع)
فرنسيسكو غوميز هو عداء سريع كوبي، ولد في 7 فبراير 1957.

## وصلات خارجية
- فرنسيسكو غوميز على موقع الاتحاد الدولي لألعاب القوى (الإنجليزية)
- فرنسيسكو غوميز على موقع أوليمبيديا (الإنجليزية)